# Runcinia aethiops
Runcinia aethiops är en spindelart som först beskrevs av Simon 1901.  Runcinia aethiops ingår i släktet Runcinia och familjen krabbspindlar. Inga underarter finns listade i Catalogue of Life.